# Klimaskov
En klimaskov er en anlagt skov, hvis primære formål er at kompensere for CO2-udledning, og som kan være optimeret til at optage særligt meget CO2. I Danmark er klimaskove anlagt på offentlig jord som fredskov sikret mod fremtidig fældning igennem skovloven, der sikrer fremtidig CO2-binding. 
Den første danske klimaskov blev anlagt på privat jord i Brande i 2016, og den første offentlige klimaskov, hvis design var optimeret til CO2-optag af forskere, blev anlagt som fredskov på Samsø i 2021. 
I september 2019 indsamlede TV 2 midler til at rejse 1 million nye træer i Danmark for at kompensere for CO2-udledning. Det skete igennem landsindsamlingen Danmark planter træer, som i foråret 2022 havde ført til plantningen af 48 nye offentligt tilgængelige skove i Danmark med 1.081.000 nye træer.
I april 2022 plantede den statslige Klimaskovfond sin første klimaskov i Guldborgsund med planer om at etablere 24 danske klimaskov på 230 hektar.